# ایگور پولیانسکی
ایگور پولیانسکی (روسی: Игорь Николаевич Полянский؛ زادهٔ ۲۰ مارس ۱۹۶۷) یک شناگر اهل اتحاد جماهیر سوسیالیستی شوروی است.
از افتخارات وی میتوان به کسب یک مدال طلا و دو مدال برنز در بازی‌های المپیک تابستانی ۱۹۸۸ اشاره کرد.